# Национал-либеральная партия (Молдова)
Национал-либеральная партия Молдавии (рум. Partidul Naţional Liberal) — правая политическая партия в Республике Молдова. Образована в 1993 году. Выступает за вступление Республики Молдова в Европейский союз и НАТО путём присоединения Республики Молдова к Румынии.

## Руководство
- Василий Колца — председатель НЛП
- Михай Северован — заместитель председателя НЛП
- Александра Кан — заместитель председателя НЛП
- Ион Калмык — генеральный секретарь НЛП

## История

### Создание Национально-либеральной партии (НЛП)
Учредительный съезд Национально-либеральной партии (НЛП) состоялся 16 декабря 2006 года. Съезд утвердил Программу и Устав НЛП и избрал руководящие органы формирования. Председателем НЛП была избрана Виталия Павличенко, а вице-председателями — Анатолий Цэрану, Ион Иовчев и Октавиан Грама.
НЛП является правопреемницей формирования с таким же названием, основанного в Молдове в 1993 году. После досрочных парламентских выборов, состоявшихся 25 февраля 2001 года, Национально-либеральная партия (председатель — Мирча Русу) инициировала процесс сплочения демократических сил путем последовательного объединения ряда политических партий. В результате это процесса появилась партия социально-либерального толка Альянс «Наша Молдова». После парламентских выборов 2005 года в лоне АНМ произошло несколько расколов. Первой от АНМ откололась социал-демократическая группа во главе с Думитру Брагишем. Затем из состава АНМ исключили депутатов-либералов Виталию Павличенко и Анатолия Цэрану, а в знак протеста АНМ покинула значительная часть Кишиневской муниципальной организации и другие территориальные организации. Соответствующая группа сформировала инициативную группу для повторного создания НЛП.
НЛП провозглашает себя твердым сторонником современной либеральной доктрины и выступает за создание Межгосударственного союза Румыния — Республика Молдова для того, чтобы ускорить вступление в Европейский союз и добиться окончательного политического урегулирования приднестровского конфликта. В ходе учредительного съезда НЛП поставила перед собой задачу объединить либеральные силы Молдовы и вернуть людям веру в национальный политический класс. НЛП ратует за интеграцию Республики Молдова в НАТО и отмену статуса нейтралитета Республики Молдова.

### Общий фронт НЛП, ДЕД и РНП на апрельских выборах 2009 года
В результате переговоров по поводу объединения демократических и антикоммунистических сил, которые велись на протяжении 2008 года, Национально-либеральная партия и Движение «Европейское действие» заявили, что пойдут под общим списком на парламентские выборы, назначенные на апрель 2009 года. Партнерство официально закрепили 6 ноября 2008 года в совместном заявлении двух формирований. Затем к инициативе двух партий присоединилась и Румынская национальная партия.
На заседании Национальной политической делегации НЛП 15 ноября 2008 года, в знак несогласия с решением коллективных органов партии о совместном с ДЕД участии в выборах, из состава НЛП вышел вице-председатель формирования Анатол Цэрану.

### II съезд НЛП 9 мая 2009 года
Делегаты съезда заслушали и рассмотрели Отчет о деятельности НЛП со 2 февраля 2007 года по 9 мая 2009 года, отчет Ревизионной комиссии, а также избрали новое руководство формирования. Председателем партии переизбрали Виталию Павличенко, а вице-председателями стали Анатол Ревенко и Александра Кан. Делегаты съезда избрали Георге Аворника на должность ВРИО генерального секретаря формирования, а также состав Центрального постоянного бюро, в которое вошли 13 человек. Съезд утвердил и текст Заявления о фальсификации выборов ПКРМ и о постэлекторальной ситуации в Республике Молдова в связи с результатами выборов, состоявшихся 5 апреля 2009 года, и событиями, произошедшими 7 апреля 2009 года. По словам организаторов, в съезде приняли участие более 100 делегатов, которые представляли 25 районов страны.

### III съезд НЛП 3 декабря 2011 года
В ходе съезда были внесены изменения в Устав и Программу партии. Так, делегаты однозначно закрепили в качестве политической цели воссоединение румынского народа путем Объединения Республики Молдова с Румынией. На съезде избрали председателя формирования, его руководящие и контрольные органы. Председателем НЛП переизбрали Виталию Павличенко, а вице-председателями были избраны Александра Кан, Анатолие Ревенко и Серджиу Афанасиу. Съезд избрал также Национальный политический совет, Центральную ревизионную комиссию, Комиссию по этике и арбитражу, Центральное постоянное бюро и генерального секретаря. В съезде участвовали 282 делегата со всей страны, на работах форума присутствовали 133 гостя.

### IV съезд НЛП 25 октября 2015 года
25 октября 2015 года состоялся IV съезд Национально-либеральной партии (НЛП). Данный съезд был созван Национальным политическим советом 5 июля 2015 года.
Было принято решение вести переговоры с ассоциативными и политическими группами по консолидации унионистского сегмента на Национал-либеральной платформе.
Также были приняты ряд других решений, среди которых объявить 27 марта - День Объединения, имевшего место в 1918 году, - Национальным праздником.
По словам организаторов на IV съезде НЛП приняли участие около 130 делегатов со всей республики.
Виталия Павличенко была переизбрана председателем партии. Съезд избрал также Национальный политический совет, Центральную ревизионную комиссию и Комиссию по этике и арбитражу. На съезде было также принято решение избрать вице-председателей, генерального секретаря и Центральное постоянное бюро на первом собрании Национального политического совета.

## Результаты на выборах
На всеобщих местных выборах 2007 года Национал-либеральная партия получила следующие результаты:
- Муниципальные и районные советы — 1,2 % голосов и 5 мандатов.
- Городские и сельские советы — 1,11 % голосов и 76 мандатов.
- 5 кандидатов партии были избраны примарами.

На досрочных парламентских выборах 2010 года Национал-либеральная партия набрала 0,64 % голосов избирателей и не преодолела избирательный порог в 4 %.
На всеобщих местных выборах 2011 года Национал-либеральная партия получила следующие результаты:
- Муниципальные и районные советы — 0,64 % голосов и 1 мандат.
- Городские и сельские советы — 0,65 % голосов и 38 мандатов.
- 4 кандидата партии были избраны примарами.

На парламентских выборах в 2014 году НЛП уменьшила свой результат на 0,21 % по сравнению с аналогичными выборами в 2010 году и набрала 6858 голосов избирателей, что составило 0,43 % от их общего числа, таким образом даже не приблизившись к избирательному порогу в 6 %.
На всеобщих местных выборах 2015 года Национал-либеральная партия получила следующие результаты:
- Муниципальные и районные советы — 0,71 % голосов.
- Городские и сельские советы — 0,46 % голосов и 23 мандата.
- 3 кандидата партии были избраны примарами.

На досрочных выборах примара Кишинёва в 2018 году кандидатом Национал-либеральной партии стала заместитель председателя НЛП Александра Кан. С результатом в 385 голосов и 0,17 % в первом туре она заняла 9-е место и не прошла во второй тур.
На парламентских выборах в 2019 году Национал-либеральная партия получила следующие результаты:
- По национальному округу — 0,24 % голосов и не преодолела избирательный порог в 6 %.
- По одномандатным округам — никто не стал депутатом.
- В итоге в Парламент не прошёл ни один кандидат.

На всеобщих местных выборах 2019 года Национал-либеральная партия получила следующие результаты:
- Муниципальные и районные советы — 0,22 % голосов.
- Городские и сельские советы — 0,18 % голосов и 12 мандатов.
- Никто не был избран примаром.